# Zöld légivadász
A zöld légivadász (Erythromma viridulum) a légivadászok családjába tartozó, Európa déli és középső részén elterjedt szitakötőfaj.

## Megjelenése
A zöld légivadász testhossza 26–32 mm. A hím alapszíne fekete; de torának oldala, potrohának első, valamint utolsó két (a 9. és 10.) szelvénye élénk égszínkék. Ezenkívül potrohán oldalnézetből a második és nyolcadik szelvényen és nagy kék foltok láthatóak. Az utolsó potrohszelvény felső részén lapított fekete X-alakzat figyelhető meg. A tor felső oldala sötét vörösbarnán-feketén hosszában sávozott. Szemei élénk barnásvörösek. Szárnyjegye kicsi és szürke színű.
A nőstény szemei felül barnák, alul sárgászöldek. Tora felső részén a sávok feketék és zöldek (vagy sárgák). A tor oldala és a potroh eleje többnyire kék, néha zöld. A potroh közepe (4-8. szelvény) felül fekete, oldalt sárgás vagy zöldes; a potrohvég kék.
Nagyon hasonlít hozzá a fürge légivadász (Erythromma najas), de az kb. 5 mm-rel nagyobb, hímjén a potroh 2. és 8. szelvényének oldala fekete (nem kék) és a potroh végén nincs X-jel. Ezenkívül a fürge légivadász inkább május-júniusban, míg a zöld légivadász június után repül.

## Elterjedése
Elsősorban Európa nyugati, középső, déli és délkeleti részein elterjedt, de kisebb populációi előfordulnak Észak-Afrikában, Kis-Ázsiában és Közép-Ázsiában is. A 80-as évek óta 100–500 km-rel terjeszkedett észak felé. A 90-es években felbukkant Belorussziában és Angliában, a 2000-es évek elején pedig Dániában és Svédországban is. Magyarországon országszerte gyakori szitakötő.  

## Életmódja
Lárvája nagyobb, vízinövényekben, hínárokban gazdag tavakban, holtágakban, esetleg lassan mozgó csatornákban él. Tolerálja a kissé sós brakkvizeket is. Az imágók júniustól szeptember közepéig repülnek. A párosodás tandem formációban történik, ami megmarad a peterakás során is. A nőstény a lebegő vízinövények száraira, leveleire rakja le megtermékenyített petéit.
Magyarországon nem védett.

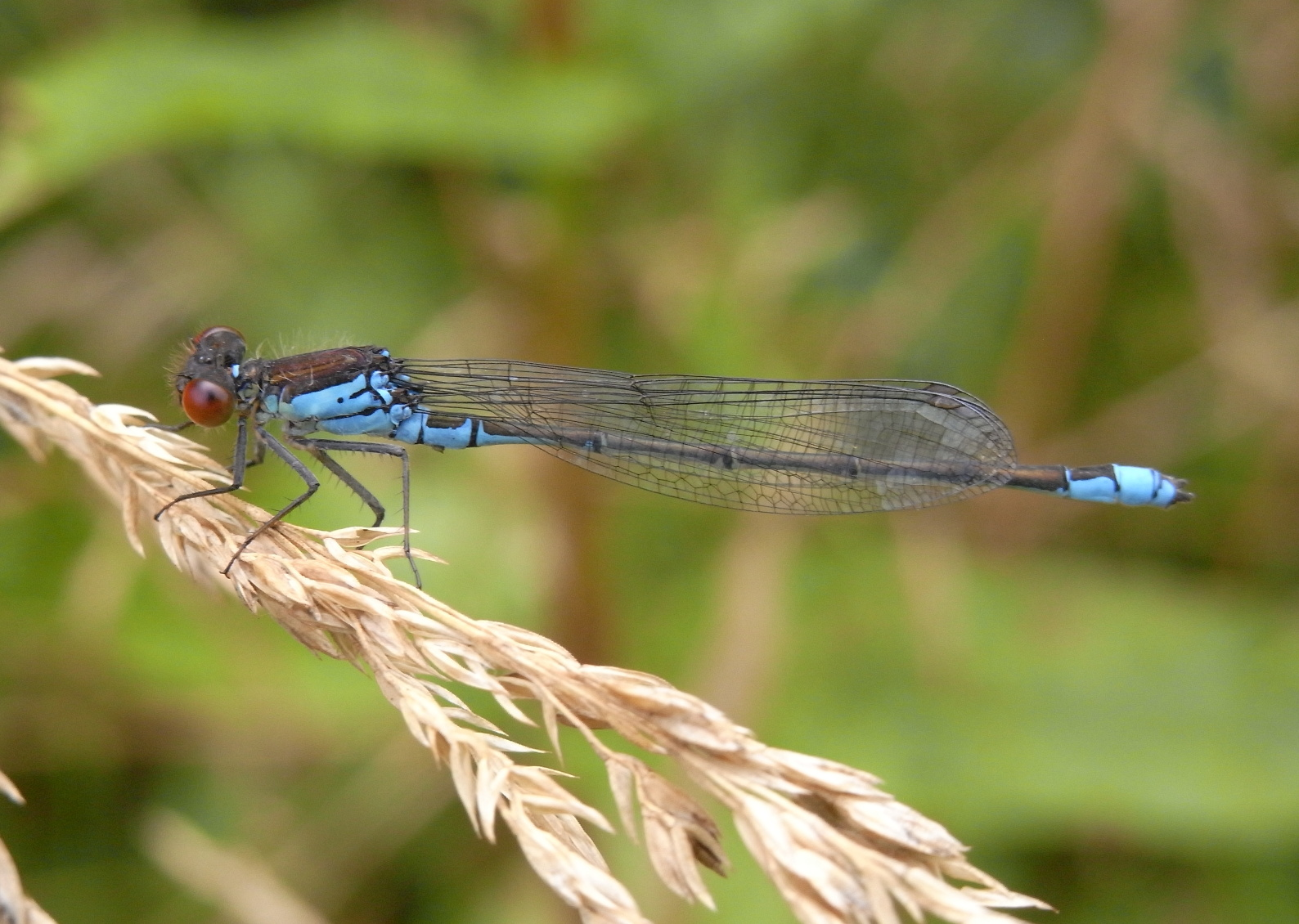
Hím zöld légivadász
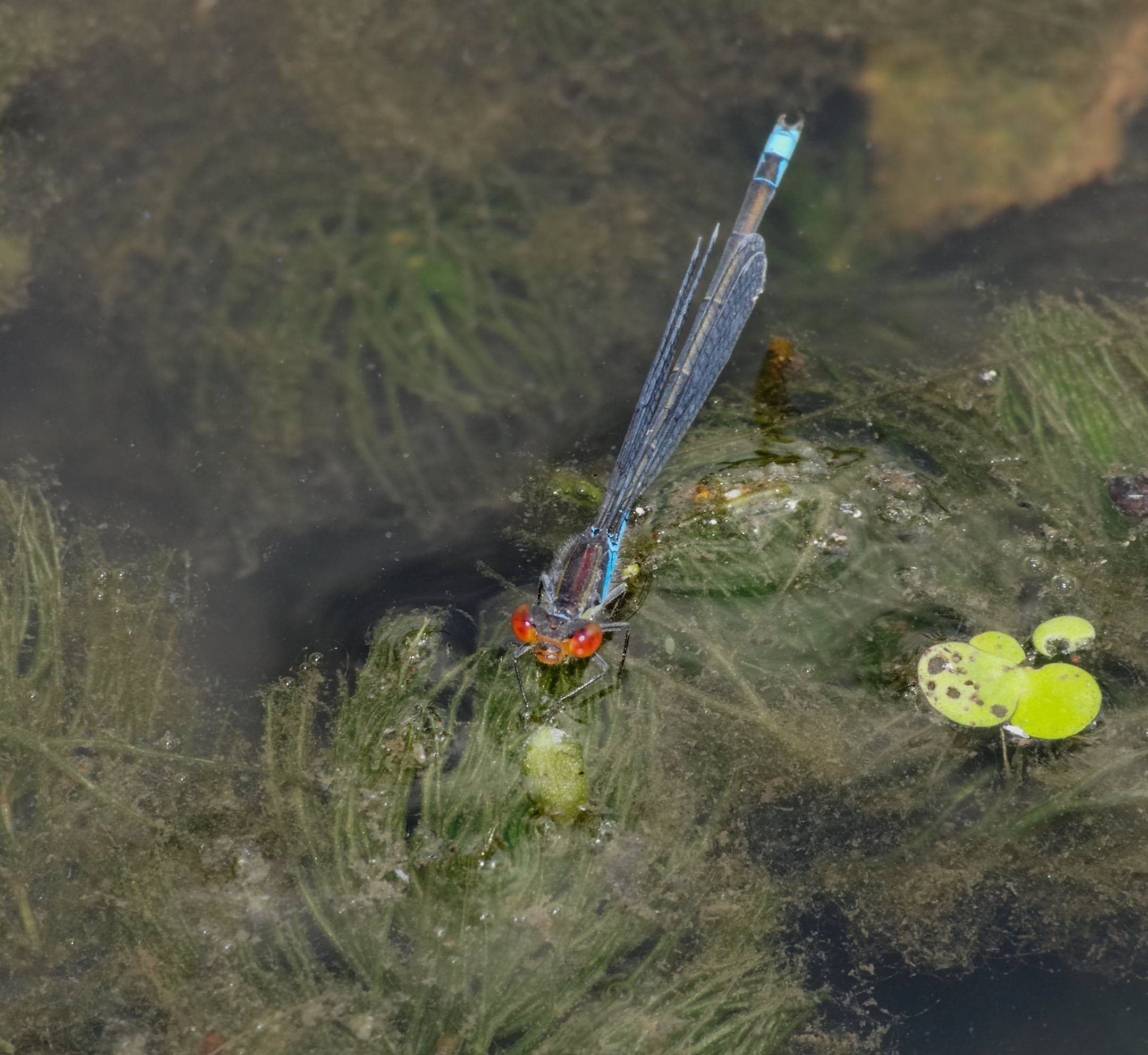
Hím felülről
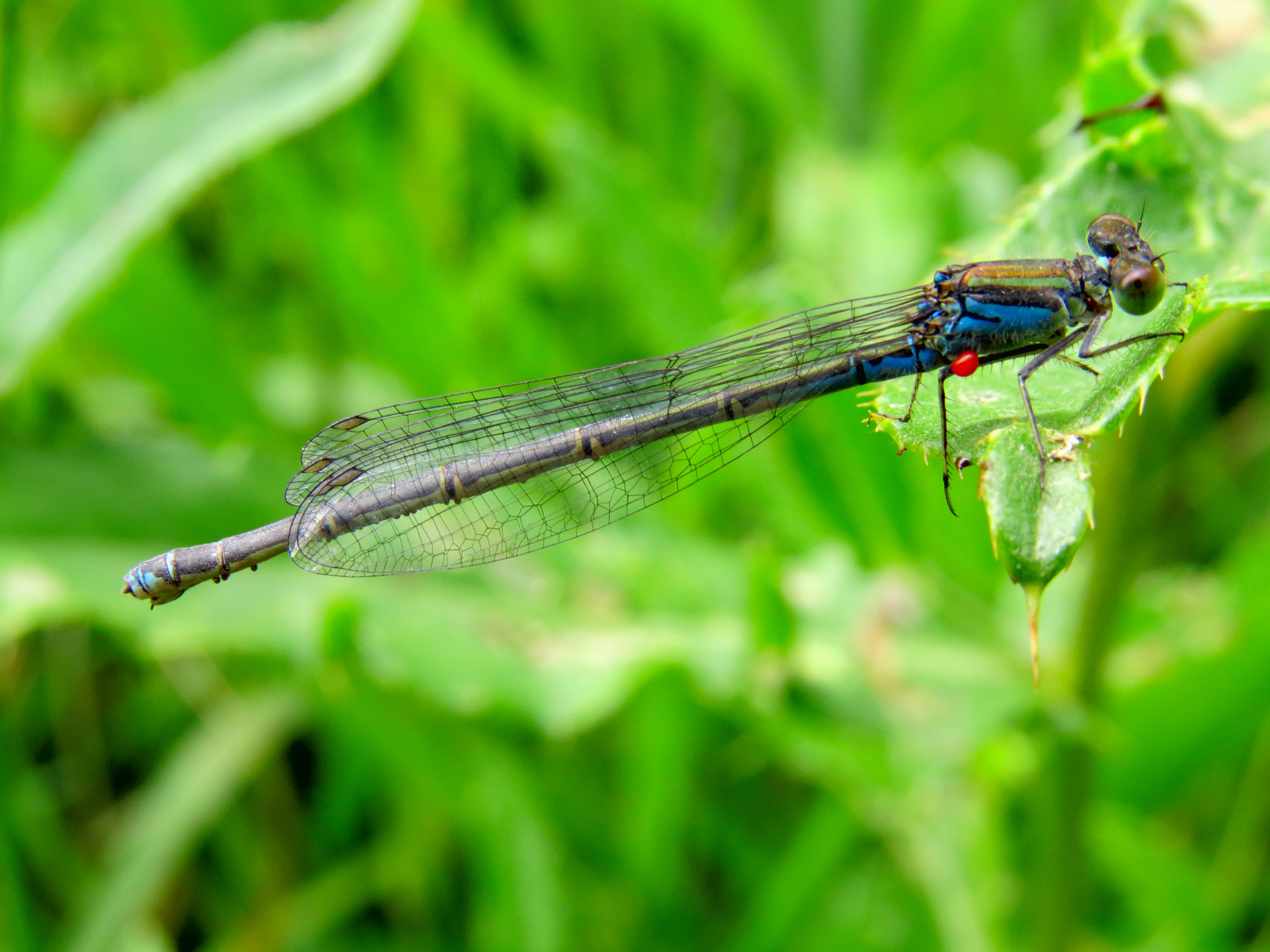
Nőstény
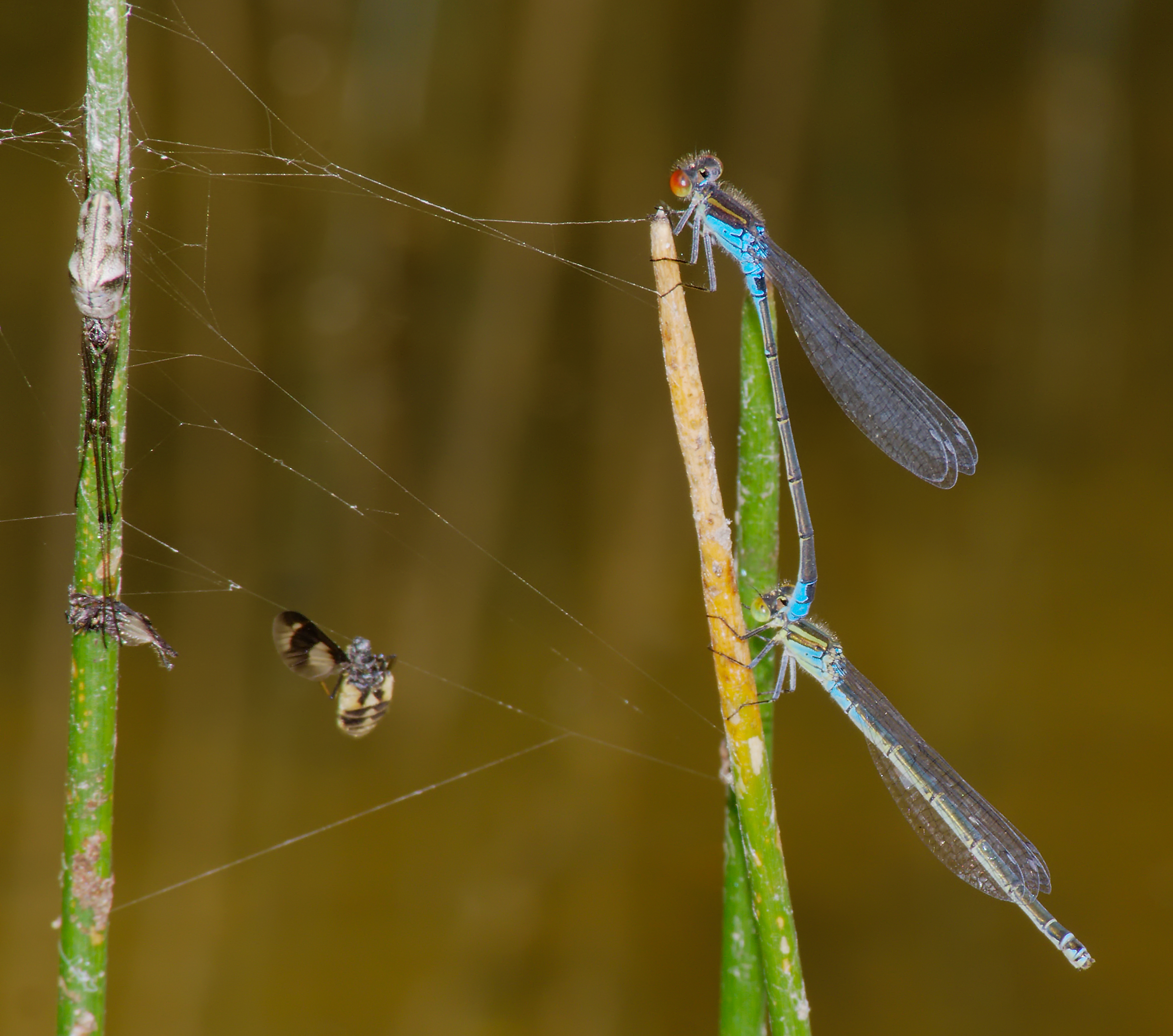
Párosodó légivadászok